# ピュアリフィケーション・プログラム
ピュアリフィケーション・プログラムもしくはピュアリフィケーション・ランダウンはサイエントロジー教会の創始者であるL・ロン・ハバードによって体系立てられた教会側の主張するところの解毒プログラムである。同プログラムはサイエントロジー教会における入門コースとして位置づけられている。また、教会と提携しているナルコノン、クリミノン、インターナショナル・アカデミー・オブ・デトキシフィケーション・スペシャリスツ（International Academy of Detoxification Specialists）においても同様の麻薬濫用リハビリテーションと解毒プログラムが提供されている。しかし、同プログラムは大多数の医学的権威からはその有効性を全く認められていない。
特に同プログラムのナイアシンの過剰投与による肝障害発症の可能性が指摘されており、また同様に安全基準を遥かに逸脱する異常時間のサウナ使用は特に喘息患者にとっては発作による致死の可能性も否定できないとしてその危険性に数多くの批判が見られる。
サイエントロジー教会のウェブページによると、同プログラムは「運動、ビタミン等の投与、またサウナの使用を組み合わせたものであり、余剰物過多となった細胞から残留薬物等の毒素を除去する解毒プログラムである」と記述されている 。
同プログラムの詳しい手順などはL・ロン・ハバード著『Clear Body,Clear Mind』の中でなされている。

## 手順
サイエントロジー教会においてピュアリフィケーション・プログラムは教会側の主張するところの「浄化」のためへの第一歩であるとされる。このプログラムには通常数週間が必要とされ、サイエントロジストはサウナ療法の他にも柔軟体操、ランニングマシーンなどを使用することなどによって軽い運動を行う。
このプログラムは減量プログラムではなく、プログラムを開始するためには事前に医師の診断が必要である。ビタミン、特にナイアシンの大量投与、異常時間のサウナ療法、運動 療法、混合植物油の摂取などが行われ、プログラムの経過は随時報告される。このプログラムを通じて、一般的に健康指向的である食事が提供されるが、大量のビタミンを摂取することとなる。
教会側は、毒素、残留薬物、また放射性微粒子などは体脂肪に蓄積されており、それらは植物油の摂取でその脂肪分と体脂肪を交換し、運動を行うことで最終的には発汗や体外排泄物などの自然排出の形で除去されるものであると主張している。しかし、第三者による科学的な調査により、汗の中に含まれる毒素や残留薬物の濃度は取るに足らないほどであり、それらは主に肝臓、腎臓、肺臓を経由して体外に排出されるということが分かった。
科学的にナイアシンによる体内の毒素や残留薬物の排出の促進効果は認識されており、ナイアシンの高濃度投与は高コレステロールなどの治療として医学的に用いられることはあるが、ピュアリフィケーション・プログラムに見られるような大量投与を行うと肝障害や胃潰瘍の発症といった副作用をもたらす。
ピュアリフィケーション・プログラムを行う者は定期的に下記物質の摂取を行うこととなる。
- 皮膚炎症、フラッシング、すなわち皮膚の赤色変化などを引き起こすほど大量のナイアシン[4]。サイエントロジストはこのような症状は体内に残留している過去に受けた日焼けや放射性物質が表面に現れているものであると主張している[11]。
- サウナにおける発汗で失われた脂質を補充するための植物油。
- 「カルマグ」と呼ばれるカルシウムとマグネシウムを含む林檎酢。
- ビタミンA、B1、B錯体、C、D、Eを含むビタミン剤と異種ミネラル混合剤。
- サウナ療法で失われた水分を補充するための大量の水、塩化ナトリウム、カリウム。

サイエントロジー教会はサイエントロジストにピュアリフィケーション・プログラムへの参加を強く勧めており、L・ロン・ハバードの自書『Clear Body,Clear Mind』における記述によると、教会内ではこの批判も数多いプログラムは身体の浄化はもとより魂の浄化への第一歩であると見なされている。
サイエントロジー教会はこのプログラムにより人格に向上が見られるようになり、更にはIQレベルも15から30ほど上昇すると主張している。

## 歴史
ピュアリフィケーション・プログラムはかつて「スウェット･プログラム」、すなわち発汗プログラムという名称で知られており、現在と同様に運動とサウナの使用によるプログラムの提供を行っていた。薬物使用、殺虫剤などによる薬物汚染などの増加といったような社会的な要因によりピュアリフィケーション・プログラムは当時既に確立されていたオーディティングプロセスにおける手順の一部として取り込まれることとなった。サイエントロジー教会側は公式的にはこのプログラムがある特定の疾患ないしは症状の有効な治療法であるとの声明は発表していないが、サイエントロジストは薬物の予期せぬ副作用により人間の発育、学習機能、そして精神的な成長は停止するとし、その有効性を信じている。
現在では、サイエントロジーはピュアリフィケーション･プログラムをデトックスプログラムとして売り込んでおり、プログラムの提供において宗教的な側面はないと主張しているが、実際のところこのプログラムを過度のストレスを緩和するプログラムとして提供しているのは、サイエントロジー教会関連団体であるナルコノンなどである。
また、トム・クルーズはサイエントロジー教会と協力してダウンタウン・メディカル（Downtown Medical）を創立した。これはニューヨークでのアメリカ同時多発テロ事件の際に救出活動などに従事し、有害物質を吸入するなどして汚染された公務員などに対してピュアリフィケーション・プログラムを提供するための寄付を募り資金援助を行う団体であり、プログラムによる好転反応を示すために、その広告写真には異常な色の汗でびしょぬれになったタオルを持っている患者の様子が掲載されている。このプログラムを受けた消防士の中にはプログラムを気に入ったと発言した者もいるが、群保安消火委員であるフランク・グリボンを含め大多数はプログラムに否定的見解を示している。

## プログラムに対する支持
サイエントロジー教会が体系化したデトックスプログラムであるピュアリフィケーション・プログラムは、サイエントロジーと提携関係にあるナルコノン、クリミノン、インターナショナル・アカデミー・オブ・デトキシフィケーション・スペシャリスツのごく少数の医師たちに支持されている。しかしながら、サイエントロジー教会関連の出版物でしばしばピュアリフィケーション・プログラムの支持者として言及される、かつて中毒状態治療専門の精神科医であったアルフォンソ・パリデスは新聞記事の中でクリミノンでのサウナの利用を例に挙げ「幾度も彼らにサウナ使用を止めるよう説得した」と述べている 。
自然療法医学者、ニューヨーク脚部医学専門学校の総合医学診療部の副主任であるリサ・ゲンゴは独自にピュアリフィケーション･プログラムの有効性を調査している。彼女は「患者の症状に改善が見られた例を十分見てきました。一週一週患者はまるで別人のように変わっていき、驚くぐらい改善していくのを何度も見て私はただ困惑するばかりでした。ピュアリフィケーション・プログラムを批判することは容易ですが、患者はそのプログラムによって病状を回復させておりそこが重要なのです。我々は何故アスピリンが作用するのか分かりません。そのメカニズムは解明されていませんがそれが症状の改善に効くということは知っています」と述べている。
ニューメキシコ州アルバカーキにおいては、裁判所が薬物濫用者を「セカンド・チャンス」と呼ばれる薬物リハビリテーション施設を所有しているナルコノンに送り更生プログラムを受講させている。
セカンド･チャンスは部分的に州援助で創立されており、裁判所から委託された者の更生プログラムのみを行う。
ソルトレイクシティでは、公安部門がピュアリフィケーション・プログラムを税金を使用してメタンフェタミン製造研究所での中毒症状を被っている警察官に受講させている。
ニューヨークにおいては同時多発テロで救出活動にあたった者800人以上が「ニューヨーク救出活動従事者デトックスプロジェクト」のもとでピュアリフィケーション・プログラムを受講した。
またこのプログラムを支持している政治家もいる。
冒頭部記述のインターナショナル・アカデミー・オブ・デトキシフィケーション・スペシャリスツが発表した論文には「慈善団体がピュアリフィケーション･プログラムを推進した結果、プログラムの受講を完了した救出活動従事者は皆健康状態の改善を示し、その内の63%で呼吸器障害の改善が見られた」と記述されている。

### プログラムが根拠としている論文
ピュアリフィケーション・プログラムが実践理論の根拠として提示している医学的調査は下記の通り。
- トロントにある聖ヨハネ健康センターは、「サウナ療法が塩化芳香族化合物による中毒症状を訴えている患者の治療に有効であり、血中の化学物質が除去されたことを確認した」と報告し、「被験者は症状の悪化なく従来の療法、処方箋を中止することができ、彼女は疾患から物質的に開放され職務に復帰した」と発表した[26]。

- アリゾナ州テンピーの南西自然療法医科大学附属環境医学センターは、「15分以上サウナ療法を行うことにより重金属や生体異物の排出が確認されたため、サウナは特定の心血管疾患に効果的かつ脂質溶媒の排出を促進するということが分かった。サウナは前述の療法何れにおいても安全かつ効果的であり、患者あるいは我々ももっと頻繁に利用するべきである」との論文を発表した[27]。

- UCLA薬学部のジェームス・ダルグレンとサイエントロジー関連団体である[28]「科学･教育における進歩機構」は、「ピュアリフィケーション・プログラムを完了した同時多発テロ事件での救出活動従事者は体内残留化学物質の著しい減少が認められた[29]」と発表した。しかしながら、この研究結果に対してケンブリッジ・インバイアメンタル社から派遣された科学者2人は、「この研究結果は計算過程でミスを犯しており、実際には体内残留化学物質の減少は認められなかった。更にジェームス･ダルグレンが発表したその他の論文と比べてみても深刻な論理矛盾が見受けられ、その中にはデトックスをおこなわない方が良いと書かれているものもあった」との声明を発表した。それに続き「論文著者であるジェームス・ダルグレンは自身がデトックスを行う医院を経営していたため、ピュアリフィケーション･プログラムの潜在的な問題点を敢えて公表しなかった」と書き加えた。今日では、この論文を含みジェームズ･ダルグレンの論文は「不合理である」と評価されている[30]。

## プログラムに対する批判
サイエントロジー教会はピュアリフィケーション･プログラムでプログラム受講者をサウナに入れ、ナイアシンないしはその他さまざまなビタミンを投与し、種々の混合植物油を大量に摂取させることによって、受講者が発汗の際に体内残留薬物を排出し、体内脂肪を植物油に置換することができると主張している。偽証医療取締り国家評議会の会員であるジェームス・J・ケニー医学博士は「ピュアリフィケーション･プログラムは言っていることとやっていることが全くもって一致していない」と発言した。医学専門家たちはナイアシンあるいはその他のビタミンの過度の摂取によって肝障害ないしは腎障害を引き起こす恐れがあると主張してきた。特にナイアシンを過度に投与すると肝障害、腎障害共にリスクが高まるにもかかわらず、L・ロン・ハバードは著書内で薬品機構の食物、栄養委員会が成人における1日の摂取限界量の3倍以上もの投与を支持している。
ハバードがその著書で述べている放射性粒子が脂肪の中に蓄積されるという考えは現代医学では根拠がない主張として否定されている。前述のように大量のビタミンを摂取することで深刻な健康被害を受けることが判明しており、ピュアリフィケーション･プログラムによって肝障害を発症した患者も多い。
1988年にはワシントンD.C.郊外ベセスダ（Bethesda）出身の毒物学の権威であるロナルド・E・ゴッツ医師は「ピュアリフィケーション･プログラムは荒唐無稽の 擬似医学であり、そのような治療を支持、推奨する毒物医学者団体、医学専門団体、政府系組織など一つもない」と述べた。
この問題に関してサイエントロジー教会は、ピュアリフィケーション・プログラムは如何なる疾患の診断、治療に使えるものではないとして次のような声明を発表している。
ピュアリフィケーション・プログラムはL・ロン・ハバードが著書で述べているサイエントロジー教会が採用している教義、信条に基づき行われている精神的活動です。このプログラムの如何なる要素も身体疾患の診断、治療を目的としていません。—サイエントロジー教会幹部声明、1980年5月21日、広報部, "ピュアリフィケーション・プログラムについてのデータ"